# Ritratto di Madame de Pompadour
Ritratto di Madame de Pompadour è un dipinto a olio su tela (91x68 cm) realizzato nel 1759 dal pittore francese François Boucher. 
Il dipinto, ultimo di una serie di sette ritratti dedicati alla stessa dama, venne esposto dapprima alla Reggia di Versailles, per poi passare al fratello di Madame de Pompadour. Oggi è conservato nella Wallace Collection di Londra

## Descrizione
Raffigura Madame de Pompadour, favorita del re Luigi XV di Francia. La donna è ritratta secondo il gusto raffinatissimo dell'epoca incarnando quei canoni di bellezza ed eleganza assoluti che le genti colte e facoltose cercavano spasmodicamente di raggiungere. L'abito, ricchissimo e leggero in taffetà di seta con profusione di merletti è come una nuvola spumeggiante serrato attorno al corsetto. Madame de Pompadour appare in un'aria colta e raffinata, vera prima donna della grande corte francese che col suo gusto sublime influenzò le arti (pittura, architettura, musica e soprattutto la moda) del tempo contribuendo allo sviluppo dello stile Rococò e a fare della Francia il vero faro dell'Europa del tempo.
Sullo sfondo è dipinta una scultura che rappresenta l'amore e l'amicizia. 
Sulla panchina è seduto un cane, identificato come Inès, nei ritratti femminili la presenza di un cane (in questo caso un piccolo Papillon razza francese da compagnia) era spesso simbolo di fedeltà coniugale.